# Австралийская болотная крыса
Австралийская болотная крыса (лат. Rattus lutreolus) — вид грызунов семейства мышиных. Эндемик Австралии.
Длина тела от 122 до 197 мм, длина хвоста от 56 до 147 мм, средний вес 115 г. Окраска меха верхней части тела от серо-коричневого до тёмно-серого цвета, в то время как нижняя сторона светлее, от коричневого до кремового цвета. Некоторые волосы на спине имеют золотистые концы. Австралийская болотная крыса имеет маленькие уши, которые преимущественно скрыты в мехе. Она имеет чешуйчатый хвост с редкими волосами.
Вид распространён на юго-востоке от острова Фрейзер на юг до острова Кенгуру. Он также присутствует в Тасмании и островах пролива Басса, и есть изолированная популяция на северо-востоке штата Квинсленд, между плоскогорьем Атертон и Палума. Встречается от уровня моря до 1600 м над уровнем моря. В значительной степени связан с водно-болотными угодьями на австралийском материке, но в Тасмании находится в широком диапазоне сред обитания, включая горные районы, влажные леса, болота и леса умеренно влажные. Часто встречается в местностях осокового типа.
Животные питаются в основном листьями и побегами растений, дополняя свой рацион семенами, плодами и насекомыми. Реже едят коренья и подземные грибы.
Самки могут рожать несколько раз в год от трёх до пяти детёнышей весом до 5 г. В возрасте трёх месяцев самки становятся половозрелыми. Продолжительность жизни в неволе составляет от года до 2,4 года.
Численность популяции вида значительно снизилась в связи с потерей мест обитания из-за прибытия европейских поселенцев. Развитие прибрежной зоны может привести к некоторому местному снижению. Вид встречается на нескольких природоохранных территориях.